# Кимильтей (посёлок железнодорожной станции)
Кимильте́й — посёлок при станции в Куйтунском районе Иркутской области России. Входит в состав Карымского сельского поселения.

## География
Посёлок находится на расстоянии 3,6 км к северу от села Карымск, центра сельского поселения, и 46 км к юго-востоку от рабочего посёлка Куйтун, административного центра района. 

## Население
| 2002 | 2010 | 2011 | 2012 |
| ---- | ---- | ---- | ---- |
| 2006 | ↘156 | ↘155 | ↗163 |

### Половой состав
По данным Всероссийской переписи, в 2010 году в посёлке при станции проживало 156 человек (66 мужчин и 90 женщин).

## Улицы
- ул. Верхняя,
- ул. Вокзальная,
- ул. Зелёная,
- ул. Средняя.

## Транспорт
В посёлке расположена железнодорожная станция Кимильтей ВСЖД на Транссибирской магистрали.